# ستيلا نيانزي

## ستيلا نيانزي
ستيلا نيانزي (من مواليد 16 يونيو 1974) هي عالمة أنثروبولوجيا طبية أوغندية، ناشطة في مجال حقوق المرأة، وعالمة في الحياة الجنسية، وتنظيم الأسرة، والصحة العامة. تم القبض عليها في عام 2017 بتهمة إهانة الرئيس الأوغندي.

## تعليمها
حصلت ستيلا نيانزي على بكالوريوس الآداب في الاتصال الجماهيري والأدب من جامعة ماكيريري حيث درست من عام 1993 إلى عام 1996.
حصلت على ماجستير العلوم في الأنثروبولوجيا الطبية من جامعة لندن كوليدج، حيث درست من عام 1999 إلى عام 2000. [3]
حصلت على الدكتوراه في الأنثروبولوجيا في كلية لندن للصحة والطب الاستوائي، حيث درست الأنثروبولوجيا الاجتماعية، والجنس، والشباب والسياسة الصحية من 2003 إلى 2008. [3]
أجرت بحثًا عن الحياة الجنسية للشباب في أوغندا، وكذلك في غامبيا في عام 2005. [4]

## المسار المهني
بدأت ستيلا نيانزي مسيرتها المهنية في عام 1997 كمساعد باحث في العلوم الاجتماعية في برنامج مجلس البحوث الطبية (UK) في أوغندا، حيث عملت حتى سبتمبر 2002. [3]
ثم حصلت على منصب جديد لتعمل كطبيبة أنثروبولوجيا محلية في مختبرات مجلس البحوث الطبية، غامبيا، حيث عملت لمدة عام واحد. تركت هذا المنصب لمتابعة دراستها للحصول على الدكتوراه في لندن. [3]
في عام 2009، بدأت ستيلا نيانزي في جامعة ماكيريري كباحثة في مشروع أبحاث القانون والجنسية، كعضو في كلية الحقوق، حيث عملت حتى ديسمبر 2013. ثم عملت كزميل باحث في معهد ماكيريري لل البحوث الاجتماعية حتى عام 2016. [3] أثناء وجودها هناك، طُلب منها إلقاء محاضرة في برنامج الدكتوراه الجديد، المسمى مشروع «ممدني» للدكتوراه، لكنها رفضت. تم إغلاق مكتبها، وفي مثال على الممارسة الثقافية النسوية في غرب إفريقيا لما وصفه الباحث Naminata Diabate «وكالة عارية»، قامت باحتجاج عاري ضد رئيسها. [5] [6].
بعد اعتقالها في عام 2017، تم تعليقها من جامعة ماكيريري. طعنت في القرار أمام محكمة الاستئناف بجامعة ماكيريري، التي أصدرت أمرًا بإعادة عملها، وترقيتها إلى مستوى زميل بحث فوري، ودفع أجورها. [7] رفضت الجامعة الالتزام بقرار المحكمة. لذا، رفعت دعوى قضائية ضد الجامعة طالبت فيها بإعادة الأجور والعودة. [8] [9] رداً على ذلك، في ديسمبر 2018، فصلتها الجامعة، مع 45 أكاديميًا آخرين، بحجة أن عقدها قد انتهى. [10].
قامت ستيلا نيانزي أيضًا بعمل استشارات مع العديد من مؤسسات البحث الاجتماعي خارج أوغندا وغامبيا. [3]

## أبحاثها
ستيلا نيانزي هي باحثة مشهورة في مجالاتها، مع 54 مقالة و 1432 من الاقتباسات والمراجع بنهاية عام 2018. [11] [12] من بين أكثر مقالاتها المذكورة تلك التي تتناول مفاوضات الشباب الأوغندي حول العلاقات الجنسية، [13] مواقفها تجاه اختبار فيروس نقص المناعة البشرية بين النساء الأوغنديات الحوامل، [14] سيطرة المرأة الأوغندية في المواجهات الجنسية، [15] طريقة تعامل الرجال الأوغنديين من استخدام وسائل منع الحمل، [16] والسلوك الجنسي للعديد من المجموعات. [17] [18] [19] وهي أيضًا واحدة من أوائل الباحثين الذين ينشرون أبحاثًا حول الشذوذ الجنسي في إفريقيا. [20] [21] [22]

## نشاطاتها
تمارس ستيلا نيانزي ما أسماه العلماء «وقاحة جذرية»، وهي إستراتيجية أوغندية تقليدية تدعو الأقوياء للمساءلة والحساب من خلال إهانة الجمهور. [23] [24] تم تطويره خلال الحقبة الاستعمارية، باعتباره «إستراتيجية وقحة يتم الاحتفال بها علنًا بالإهانات وتهريب الفضائح والفوضى والاضطراب التي كسرت اتفاقيات الصداقة الاستعمارية والشراكة والمنفعة المتبادلة.» [25]
قامت بحملة من أجل حقوق النساء والشباب وأوغندا ومثليي الجنس في أوغندا. [26]
في 6 مارس 2017، أطلقت ستيلا نيانزي مشروع Pads4girlsUg ، بسبب مخاوفها من الفتيات اللائي لا يذهبن إلى المدرسة لأنهن لا يستطيعن شراء منتجات الحيض. جمعت الآلاف من الفوط القابلة لإعادة الاستخدام ووزعتها على فتيات المدارس، كما قدمت محاضرات لأطفال المدارس حول صحة الحيض. [27] [28]